# جيم لي هويل
جيم لي هويل (بالإنجليزية: Jim Lee Howell)‏ هو لاعب كرة قدم أمريكية وسياسي أمريكي، ولد في 27 سبتمبر 1914 في لونوكي في الولايات المتحدة، وتوفي بنفس المكان في 4 يناير 1995. حزبياً، نشط في الحزب الديمقراطي. وقد انتخب عضو مجلس نواب أركنساس.

## روابط خارجية
- جيم لي هويل على موقع مرجع كرة القدم المحترفة.كوم (الإنجليزية)